# Střední Kalimantan
Střední Kalimantan (indonésky Kalimantan Tengah) je jedna z provincií Indonésie. Rozkládá se v centrální a jižní části Kalimantanu, indonéské části ostrova Borneo.
Hlavním městem je Palangkaraya v jižní části provincie. Velkou část obyvatelstva provincie tvoří Dajákové, původní obyvatelé oblasti. Hustota zalidnění je poměrně nízká (kolem 13 obyvatel na km²).
Většinu plochy Středního Kalimantanu zabírají nížiny, hornatá je především severní oblast při hranicích. Nejdelší řekou je Barito.
Sousedními provinciemi jsou Západní Kalimantan na západě, Východní Kalimantan na severovýchodě a Jižní Kalimantan na jihovýchodě.